# Daimon

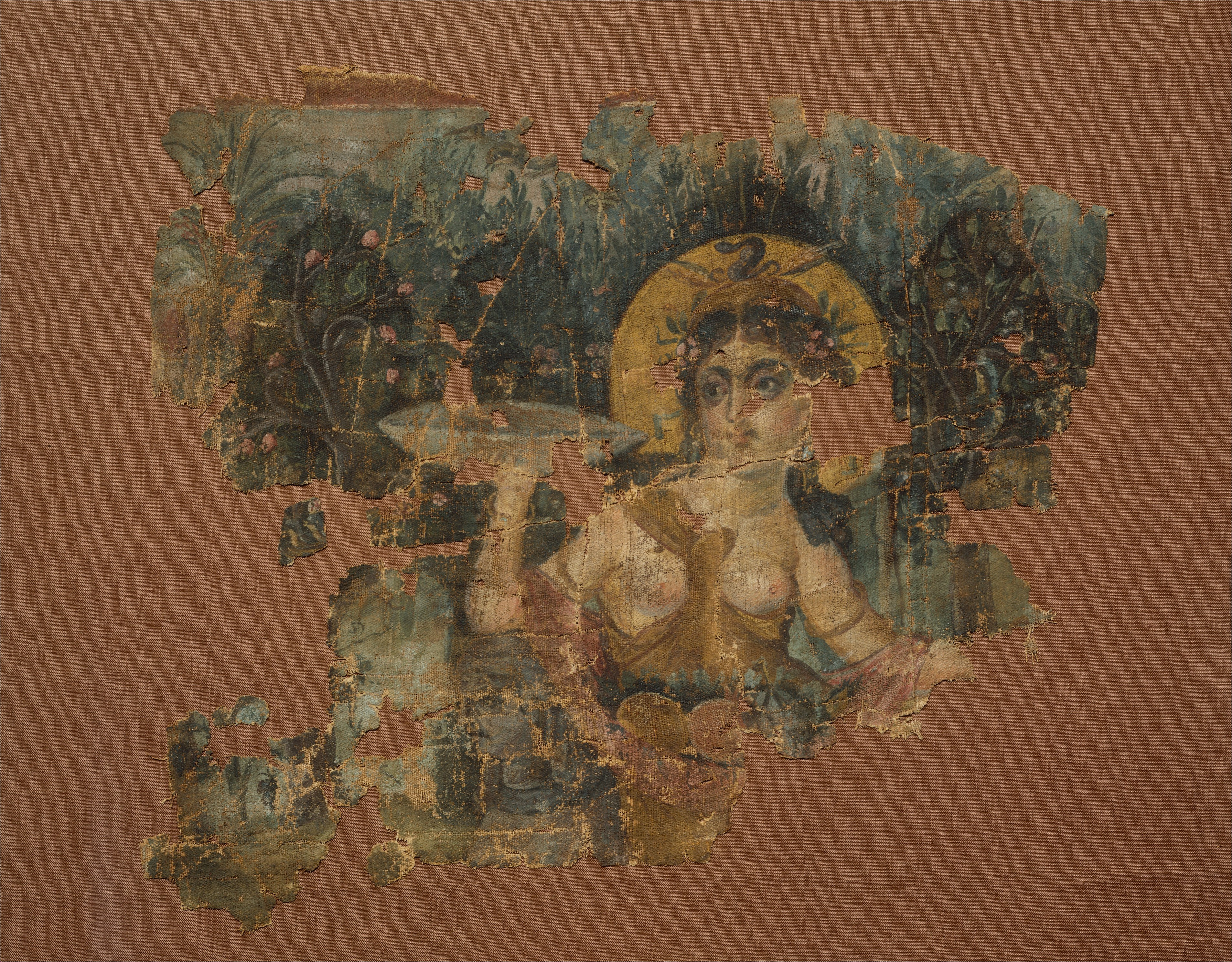
Eutênia, daimon da prosperidade

Na mitologia e filosofia gregas, daimon ou daímon (do grego antigo: δαίμων, translit. daímon, lit. 'espírito interior'; 'força inspiradora' ; plural δαίμονες, translit. daímones) é geralmente identificado como um ser espiritual pertencente a uma categoria intermediária divino-humana. Originalmente, daimon se referia a uma divindade menor ou a um espírito orientador, como os daimons da religião grega antiga e da religião e filosofia helenística posteriores. Segundo os antigos gregos, os daimones faziam a mediação entre os deuses e os humanos. Um conceito especial é o do daimon "pessoal", a personificação do destino de uma pessoa. O daimon grego corresponde em grande parte ao gênio romano.
Na mitologia grega, os daimones ou daímones podiam representar determinadas entidades ligadas à natureza humana (como a Loucura, a Ira, a Tristeza, etc.), ao elemento natural ou à vontade divina que os origina. Não se fala em "bem" ou "mal". Um mesmo daimon pode apresentar-se "bom" ou "mau" conforme as circunstâncias do relacionamento que estabelece com aquele ou aquilo que está sujeito à sua influência. Xenócrates associava os deuses ao triângulo equilátero, os homens ao escaleno, e os daimons ao isósceles.
No plano teleológico, os gregos falavam de eudaímon (εὐδαίμων, significando daímon favorável) e cacodaímon (κακοδαίμων, significando  daímon não favorável). Assim, a palavra grega que designa a felicidade é Eudaimonia (εὐδαιμονία). Ser feliz é viver sob a influência de um bom daímon — assim Sócrates se refere a seu daimon.

## Etimologia
A palavra é derivada do proto-indo-europeu *déh₂i-mō , 'provedor', 'divisor' (de fortunas ou destinos), da raiz  *deh₂-- 'dividir', 'compartilhar'. Na Era de Ouro de Atenas, os daimones eram possivelmente vistos como as almas dos homens, deidades tutelares ou como as forças do destino. Sócrates referia-se ao seu daímon pessoal ao justificar por que, diferentemente dos sofistas, não transmitia seus ensinamentos por dinheiro. O filósofo dizia que apenas falava em nome do seu daímon. Também Marco Aurélio usou extensivamente o termo, em suas Meditações.
Em latim a palavra foi traduzida como  daemonĭum, com o sentido de 'espírito do mal', diferentemente do sentido grego, que não se restringia aos seres malfazejos, sendo aplicado a todos os daímones. O sentido negativo dado em latim foi transmitido às demais línguas românicas, inclusive ao português, demônio.

## Lista dedaimones
Segundo o conceito grego original, os daimones podem ser identificados com:
- Elementos da natureza, surgidos em seguida aos deuses primordiais: assim, há daimones do fogo, da água, do mar, do céu, da terra, das florestas, etc.
- Espíritos que regem ou protegem um lugar (uma cidade, fonte, estrada, etc.)
- Afetações humanas, de corpo e de espírito, tendo sido estes daímones criados depois: Sono, Amor, Alegria, Discórdia, Medo, Morte, Força, Velhice, Ciúmes etc.[10]

A seguir são apresentados os daímones, cuja antropomorfização personifica a sua essência: 
Cacodaímones (Κακοδαίμονες)  é um grupo de espíritos maus que personificavam todos os males que devastam a humanidade.
Agatodaímones (Ἀγαθοδαίμονες) ou Eudaímones (Εὐδαίμονες)  é um grupo de espíritos bons que personificavam as virtudes, que acompanham os homens como seus guardiões durante toda a vida.
Daímones Criseus (Δαίμονες Χρύσαιοι) ou Hagnos (Ἁγνοί) ou Epictônios (Ἐπιχθόνιοι) eram os espíritos bem-aventurados da Idade de Ouro, eram trinta mil espíritos habitantes dos céus, que vigiavam os atos dos homens e recompensavam os justos com prosperidade agrícola.
Daímones Argireus (Δαίμονες Ἀργύραιοι) ou Macaros (Μακαροί) ou Hiperctônios (Ὑπερχθόνιοι) eram os espíritos bem-aventurados da Idade de Prata, espíritos habitantes das profundezas da terra, que vigiavam os atos dos homens e recompensavam os justos com prosperidade agrícola.
Acrateia (Ἀκράτεια),  a personificação da intemperança.
Adefagia (Ἀδηφαγία) era a personificação da gula, da prosperidade agrícola e da fartura no lar.
Adikia (Ἀδικία) era a personificação da injustiça, companheira de Oizus, a miséria.
Aergia (Αἐργία) era a personificação da preguiça e da indolência, e habitava junto de Hesiquia, a quietude, no palácio de Hipnos.
Agon (Ἀγών) era a personificação dos concursos, desafios e disputas solenes, presente nos Jogos Olímpicos, nas peças teatrais e também nos debates e discussões filosóficas.
Aidós (Αἰδώς) ou Aísquine (Αἰσχύνη) era a personificação da vergonha, da humildade e do pudor, representava o sentimento da dignidade humana, tendo como qualidade o respeito ou a vergonha que reprime aos homens do inapropriado.
Alalá (Ἀλαλά) era a personificação do grito de guerra. Fazia parte do séquito de Ares, cujo grito de guerra era seu nome. Filha de Polemos.
Alastor(Ἀλάστωρ) era a personificação da punição contra a descendência daqueles que cometeram crimes contra a família. Era companheiro das Erínias.
Alcé (Ἀλκή) era a personificação da força, da valentia e da coragem, e que acompanhava Ares, o deus da guerra, em suas batalhas.
Aléteia (Ἀλήθεια) era a personificação da verdade, da honestidade e da sinceridade. Seus opostos eram Dolos, a trapaça, Apate, o engano, e Pseudos, a mentira. Criada por Prometeu.
Alexiares (Αλεξιάρης) e Anicetos (Ανίκητος) eram dois deuses menores do Olimpo, que presidiam sobre a defesa de cidades fortificadas e cidadelas. Filhos de Héracles e Hebe.
Algos (Ἄλγος) ou as Algea (Ἄλγεα) era uma daímon ou um grupo de daímones  que personificavam o sofrimento e a dor, tanto física quanto emocional, que traziam aos homens os lamentos e as lágrimas.
Acos (Ἄχος) era a dor física, a dor do corpo causada pelas doenças, pelos venenos e pelas feridas que podem levar à morte;
Ania (Ἀνία) era a dor psicológica, a dor da mente causada pelo estresse, os problemas e as aflições da vida;
Lipe (Λύπη) era a dor emocional, a dor do coração causada pelo sofrimento, pela tristeza e pelos problemas da vida sentimental;
Amecania (Ἀμηχανία) ou Aporia (Ἀπορία) era a  personificação da impotência, da dificuldade, do desamparo e da falta de meios, era companheira de Penia, a pobreza, e Ptoqueia, a mendicidade.
As Anfilogias (Ἀμφιλογίαι) eram a personificação dos conflitos, das disputas e das contendas realizadas fora dos campos de batalha, na vida cotidiana.
Anaideia (Ἀναίδεια) era a personificação da crueldade, do despudor, e do imperdoável, ela era uma companheira de Hibris, o orgulho, e Coros, o desdém. 
As Androctasias (Ἀνδροκτασίαι) eram a personificação das matanças e dos homicídios ocorridos durante as guerras. Filhas de Éris.
Anesiquia (Ἀνησυχία) era a personificação da ansiedade e da aflição, era uma das servas pessoais de Afrodite, junto de Sineteia, os costumes, e Melancolia, a tristeza.
Angelia (Ἀγγελία) era a personificação das mensagens, das notícias e das proclamações. Ela era companheira de Arete, a virtude, e Eucleia, a excelência.
Anoia (Ἄνοια) era a personificação da demência, companheira de Lissa, a fúria, de Mania, a loucura, e de Coalemos, a estupidez.
Anteros (Ἀντέρως) era o deus do amor não correspondido. Ele punia os que desprezavam o amor e os cortejos do outro, portanto era o vingador do amor. Filho de Ares e Afrodite.
Apate (Ἀπάτη) era a personificação da malícia, do engano, do ardil, da fraude e da traição. Era companheira de Ate, a ruína, e de Dolos, a astúcia.
Apiles (Ἀπειλαί) era a personificação das ameaças.
Afeleia (Ἀφέλεια), era a personificação da humildade e da simplicidade. Afeleia era companheira de Aedos, a modéstia, e de Eulabeia, a discrição.
As Aras (Ἀραί) eram a personificação das maldições, viviam no mundo subterrâneo junto a suas irmãs e companheiras, as Erínias.
Ate (Ἄτη), era a personificação da ruína, das ações irreflexivas e de suas conseqüências. Era companheira de Apate, o engano, e de Dolos, a astúcia. Filha de Éris.
Bia (Βία) era a personificação da força e da violência, filha de Palas e Estige, irmã de Zelos, disputa, Cratos, poder, e Nice, vitória, faziam parte do cortejo de Zeus.
Cacia (Κακία) era a personificação do vício e da imoralidade. Ela era descrita como uma horrenda mulher gorda e vaidosa, muito maquiada e vestida com roupas reveladoras.
Cairos (Καιρός) também chamado de Poros (Πόρος), era a personificação da oportunidade, da conveniência e dos meios para se conseguir algo. Como Cairos, era filho de Zeus e Tique, e como Poros era filho de Métis, mas também poderia ser considerado um deus primordial.
Cale (Καλή) ou Calis (Καλλείς) era a personificação da beleza e graça, Geralmente retratada como uma das três Cárites, possivelmente Aglaia, esposa de Hefesto, mãe das Cárites mais jovens.
Caronte (Χάρων) era o barqueiro do inferno, encarregado de orientar as sombras dos mortos recentes de um lado para o outro do rio Aqueronte, filho de Nix e Érebo.
Coalemos (Κοάλεμος) era a personificação da estupidez e da insensatez, companheira de Lissa, a fúria, de Mania, a loucura, e de Anoia, a demência.
Comos (Κώμος) era um daímon ou sátiro que personificava os festejos e as orgias, companheiro de Gelos, o riso. Filho de Dioniso.
Coros (Κόρος) era a personificação da insolência e o desdém. Era irmão de Dissébia, a impiedade, e filho de Hibris, o orgulho excessivo. 
Cratos (Κράτος) era a personificação da força e da violência, filha de Palas e Estige, irmã de Zelos, disputa, Bia, violência, e Nice, vitória, faziam parte do cortejo de Zeus.
Ctésios (Κτήσιος) era a personificação da proteção do lar e da propriedade. Era filho de Sóter, a salvação, e Praxidice, exigir justiça, e irmão das Praxidices: Arete, a virtude, Homonoia, a concórdia, e Calocagatia, a nobreza. 
Deimos (Δείμος) era a personificação do terror, companheiro inseparável de Fobos, o medo. Era filho de Ares e de Afrodite, alguns o consideram filho de Éter e Gaia.
Deris (Δηρίς) era a personificação de todos os tipos de lutas realizadas pelos homens, tanto no cotidiano quanto na guerra.
Diceosine (Δικαιοσύνη) era a personificação da equidade, da conduta justa e correta dos homens em sua vida diária, diferente de Dice, a justiça legal, baseada em leis propostas por uma sociedade. Filha de Nomos, a lei, e Eusebia, a piedade, ou possivelmente uma filha de Zeus.
Dolos (Δόλος) era a personificação do ardil, da fraude, do engano, da astúcia, das malícias, das artimanhas e das más ações. Era companheiro de Apate, o engano, e de Ate, ruína.
Disnomia (Δύσνομια) era a personificação da desordem civil e a ilegalidade. companheira de Adicia, a injustiça, de Ate, a ruína, e de Hibris, o orgulho. Filha de Éris.
Dissébia (Δυσσέβια) era a personificação da impiedade. Ela era filha de Hibris, o orgulho, e irmã de Coros, o desprezo. 
Ecequeria (Ἐκεχειρία) era a personificação da trégua e o cessar das hostilidades. Companheira da deusa Irene, a paz. Ela era homenageada em Olímpia, durante os Jogos Olímpicos, quando era declarada uma trégua geral entre os estados da Grécia.
Eleos (Ἔλεος) era a personificação da piedade, da caridade e da misericórdia. Companheiro de Eusebia, a piedade.
Eleutéria (Ἐλευθερία) era a personificação da liberdade.
Elpis (Ἐλπίς) era a personificação da esperança, mãe de Feme, a fama. Ela é descrita como uma jovem mulher geralmente carregando flores e a cornucópia. É mencionada no mito da caixa de Pandora, na qual estava encerrada. 
Enédra (Ἐνέδρα) era a personificação da emboscada.
Ênio (Ἐνυώ) era uma antiga deusa destruidora de cidades e é representada coberta de sangue e levando as armas de guerra. Era estava sempre junto de Fobos e Deimos como companheiros de Ares, alguns diziam que era como sua irmã, mas com ele foi mãe de Enialios.
Enialios (Ἐνυάλιος), era um deus menor da guerra e um atendente de Ares, seu filho com Ênio, a carnificina, assim como sua mãe, era o deus responsável pelos horrores da guerra e a destruição das cidades.
Epialos (Ἐπιάλος) Epialtes (Ἐπιάλτης) ou Epiales (Ἐπιάλης) era a personificação dos pesadelos, enquanto que seu irmão Oniros era dos sonhos, faziam parte dos inúmeros filhos da deusa Nix, ou de Hipnos e Pasiteia. 
Epidotes (Ἐπιδώτης) era a personificação da purificação, que desviava a ira de Zeus. Era assistente de Apolo que presidia sobre os ritos de purificação que eliminam contaminação pelos assassinatos.
Epifron (Ἐπίφρων) era a personificação da prudência, e com ela a sagacidade, a reflexão e a solicitude.
Eremia (Ἤρεμία)  era a personificação da quietude. Companheira de Aergia, Hesiquia e Eucolia.
Éris (Ἔρις) é a deusa da discórdia, filha de Nix, ou segundo outros de Zeus e Hera, companheira inseparável de Ares, foi a responsável por dar início a Guerra de Tróia.
Érides (Ἔριδες) eram um grupo de daímones , filhos de Éris, que personificavam os malefícios que assolavam toda a humanidade, geralmente associados com a Guerra e a Matança.
- Ponos (Πόνος), o esforço.
- Lete (Λήθη), o esquecimento.
- Limos (Λίμος), a fome
- As Algea (Ἄλγεα), as dores,
- As Hisminas (Ὑσμίναι), as disputas.
- As Macas (Μάχαι), as batalhas
- Os Fonos (Φόνοι), as matanças.
- As Androctasias (Ἀνδροκτασίαι), os massacres.
- As Neicea (Νείκεα), as rixas.
- As Pseudea (Ψεύδεα), as mentiras.
- As Anfilogias (Ἀμφιλογίαι), as ambiguidades.
- Disnomia (Δύσνομια), a desordem.
- Ate (Ἄτη), a ruína.
- Horcos (Ὅρκος), o juramento.

Eros (Ἔρως) era o daímon  ou deus responsável pela atração sexual, pelo amor e pelo desejo, venerado também como um deus da fertilidade. De acordo com cada versão, poderia ser um deus primordial, nascido junto do Caos, ou um filho de Nix e Érebos, mas geralmente é considerado um filho de Ares e Afrodite. Pai de Hêdone com a mortal Psique.
Os Erotes (Ἔρωτες) são um grupo de deuses alados do amor e do desejo sexual, e fazem parte do cortejo de Afrodite, acompanham Eros e Anteros. Individualmente os Erotes são por vezes ligados aos aspectos particulares do amor, e estão freqüentemente associados com o desejo do mesmo sexo.
- Filotes (Φιλότης) o carinho.
- Himeros (Ἵμερος) o desejo.
- Pothos (Πόθος) a saudade.
- Hermafrodito (Ἑρμαφρόδιτος), a alma-gêmea.
- Hedilogos (Ἡδυλόγος ) os cortejos.
- Himeneu (Ὑμέναιος), o casamento.
- Hêdone (Ἡδονή) o prazer.

Étos (Ἤθος) era a personificação da ética, a inclinação de uma personalidade, filho de Nomos, a lei, e Eusebia, a piedade, e irmão de Nous, o pensamento, Sofia, a sabedoria, e Diceosine, a justiça natural.
Eucleia (Εὐκλεία) era a personificação da boa reputação, companheira das três Cárites mais jovens, Eufeme, a aclamação, Eutenia, a prosperidade, Filofrosine, a amabilidade, filhas de Hefestos e Aglaia.
Eucolia (Εύκολία) era a personificação do ócio, da facilidade. Companheira de Aergia, Hesiquia e Eremia.
Eudaimonia (Εὐδαιμονία) era a personificação da alegria e da felicidade. Geralmente retratada como uma das três Cárites, possivelmente Eufrosine.
Eufeme (Εὐφήμη) era a personificação da aclamação, companheira das três Cárites mais jovens, Eucleia, a boa reputação, Eutenia, a prosperidade, Filofrosine, a amabilidade, filhas de Hefestos e Aglaia.
Eulábeia (Εὐλάβεια), era a personificação da discrição e da cautela, companheira de Afeleia, a simplicidade, e de Aedos, a modéstia.
Eusebia (Εὐσέβια) era a personificação da piedade, da lealdade e do respeito filial, ela era esposa de Nomos, a lei, com quem foi mãe de Diceosine, a justiça natural, além de Étos, a personalidade, Nous, o pensamento, e Sofia, a sabedoria.
Eupraxia (Εὐπραξία) era a personificação do êxito e da boa conduta. Era considerada uma filha de Sóter, a proteção, e Peitharquia, a obediência. 
Eutênia (Εὐθενία) era a personificação da prosperidade e a abundância, companheira das três Cárites mais jovens, Eucleia, a boa reputação, Eufeme, a aclamação, e Filofrosine, a amabilidade, filhas de Hefesto e Aglaia.
Feme (Φήμη) ou Ossa (Ὄσσα) era a personificação dos rumores, as fofocas e a fama. Considerada uma mensageira de Zeus. Alguns a consideram como filha de Élpis, de Afrodite, de Oceano e Tétis, ou a última filha de Gaia.
Filofrósine (Φιλοφροσύνη) era a personificação da amabilidade, companheira das três Cárites mais jovens, Eucleia, a boa reputação, Eufeme, a aclamação, Eutênia, a prosperidade, filhas de Hefesto e Aglaia.
Filotes (Φιλότης) era a personificação da amizade e do carinho, da ternura e do afeto, tanto emocional quanto sexual, estava relacionada ao amor entre familiares, ou entre o mestre e seu aluno. Ela era a filha de Nix.
Fobos (Φόβος) era a personificação do medo. Geralmente era o filho de Ares e Afrodite, ele e seu irmão Deimos, terror, acompanhavam seu pai em cada batalha. Mas também poderia ser filho de Éter e Gaia.
Os Fonos (Φόνοι) eram a personificação dos assassinatos e as matanças que ocorriam fora dos campos de batalha, no cotidiano. Filhos de Éris.
Frice (Φρίκη) era a personificação do horror, o pânico e o desespero, companheira de Fobos, medo, e Deimos, terror. 
Ftisis (Φθίσις) era a personificação da decadência e do desperdício. 
Ftonos (Φθόνος) era a personificação do ciúme e da inveja. Ele era associado em particular com as paixões do amor ciumento. Poderia ser filho de Afrodite e Dioniso. 
Fuge (Φύγη) era a personificação da fuga ou do exílio, companheira de Fobos, o medo, e Deimos, o terror.
Gelos (Γέλως) era um daímon  ou sátiro que personificava o riso e a alegria, companheiro de Comos, a orgia. Filho de Dioniso.
Geras (Γήρας) era a personificação da velhice, desprezado pelos deuses e pelos homens, e que era tido como companheiro e prelúdio inevitável de Tânato, a morte. 
Hemomixia (Ἁιμομιξία) era a personificação do incesto.
Harmonia (Ἁρμονία) é a deusa da harmonia e da concórdia, embora fosse filha de Ares e Afrodite, não era considerada entre os deuses olímpicos, era a única irmã de Eros, a atração, Anteros, a repulsão, Fobos, o medo, e Deimos, o terror. 
Hebe (Ἥβη) era a personificação da juventude, embora fosse filha de Zeus e Hera, não era considerada entre os deuses olímpicos, era a copeira dos deuses: enchia suas taças com néctar, era uma serva particular de Hera e atrelava os cavalos a seu carro e banhava e vestia seu irmão Ares. Se casou com Héracles com quem foi mãe de dois filhos, Alexiares e Anicetos.
Hêdone (Ἡδονή) era a personificação de todos os tipos de prazeres da vida, mas principalmente o prazer sexual. Filha de Eros, o amor, e da mortal Psique. 
Hedilogos (Ἡδυλόγος) era a personificação das palavras doces, os elogios e os cortejos, e por isso era considerado como um dos Erotes. As vezes era listado entre os filhos de Afrodite e Hermes, e por isso irmão de Peito, a persuasão.
Hermafrodito (Ἑρμαφρόδιτος) era um filho de Hermes e de Afrodite, foi amado pela Ninfa Salmacis que suplicou aos deuses para uni-los para sempre, por esse motivo se tornou um deus de ambos os sexos, personificação das almas-gêmeas, era considerado como um dos Erotes.
Hesiquia (Ἡσυχία) era a personificação da calma, do repouso, do silêncio e da quietude. Ela era filha de Dice, deusa de justiça, e vivia junto de Aergia, a preguiça, no palácio de Hipnos.
Himeros (Ἵμερος) era a personificação da paixão e da luxúria causada pelo desejo sexual, era considerado como um dos Erotes.
Horcos (Ὅρκος) era a personificação dos juramentos e velava por seu cumprimento, castigando o perjúrio. Filho de Éris. Também poderia ser considerado filho de Éter e Gaia.
Hormes (Ὅρμης) era a personificação do impulso criativo, da ação iniciada, do esforço, do empenho e do entusiasmo que gera o trabalho. 
Hibris (Ὕβρις) era a personificação da insolência, da arrogância, do excesso de orgulho e da falta de moderação, mãe de Coros, o desdém, e Dissebia, a impiedade. 
Himeneu (Ὑμέναιος) também conhecido como Himen (Ὑμέν), é o deus das cerimônias de casamento, era o inspirador das festas e das canções. Filho de Apolo e Afrodite ou de Dioniso e Afrodite, ou de Apolo e uma das Musas, Caliope, Terpsicore, Urania ou Clio, ou ainda filho do mortal Magnes.
Hipnos (Ὕπνος) era personificação do sono. Sua mãe era Nix, e era irmão gêmeo de Tânato, a morte. Vivia em um palácio na Trácia ou junto de sua mãe e irmão em um palácio no reino do mortos. Era pai dos Oniros, sonhos, com a Cárite Pasiteia. 
As Hisminas (Ὑσμίναι) eram a personificação dos combates e das disputas que ocorriam fora dos campos de batalha, no cotidiano. Filhas de Éris.  
Ilícia (Εἰλείθυια) era a deusa dos nascimentos e protetora dos bebês, patrona das parteiras, embora fosse filha de Zeus e Hera, não era classificada entre os deuses olímpicos, mas sim como uma deusa menor, auxiliar de outras deusas parteiras, como Ártemis, Hecáte e Cloto. 
Ioce (Ἰωκή), era a personificação da perseguição no campo de batalha, e que acompanhava Ares em suas batalhas.  
Iscnasia (Ἰσχνασία), era a personificação da devastação, da desolação e do desperdício, ligadas a morte e ao sofrimento. 
Lete (Λήθη) era a personificação do esquecimento, filha de Éris, é também um dos rios do inferno que corre sobre os Campos Elísios. Beber de suas águas provocava um esquecimento completo.  
Limos (Λίμος), era a personificação da fome, filha de Éris. a mando de Deméter, castigou o rei Erisicton com uma violenta fome, por este ter violado um bosque sagrado da deusa. 
As Litas (Λιταί) eram a personificação das orações e das súplicas que os homens faziam nos momentos em que Ate, desespero e desgraça, são causados geralmente por sua Hibris, orgulho excessivo. 
Lugra (Λυγρά) eram a personificação das pragas que devastam a humanidade. É mencionada no mito da caixa de Pandora, na qual estava encerrada.  
Lissa (Λύσσα) era a personificação da ira, da raiva, da fúria desenfreada, nasceu de Nix fecundada pelo icor de Urano ao ser castrado por Cronos, companheira de Coalemos, a estupidez, de Mania, a loucura, e de Anoia, a demência. 
Macas (Μάχαι) eram a personificação das batalhas e os combates que ocorriam durante a guerra. Filhas de Éris, formavam um grupo de daímones que acompanhavam Ares: 
- Proioxis (Προίωξις, ) a investida, é a personificação da investida, o ataque, o avanço nos campos de batalha;
- Palioxis (Παλίωξις), a retirada, é a personificação da retirada, a fuga, o retrocesso dos campos de batalha;
- Cidoimos (Κύδοιμος), a desordem, ou Homados (Ὅμαδος), o tumulto, é a personificação da confusão, do tumulto, do fragor da batalha.

Mania (Μανία) ou Manias (Μανίαι) eram a personificação da loucura, da demência, da insanidade e do frenesi sagrado. companheira de Coalemos, a estupidez, de Lissa, a fúria, e de Anoia, a demência.
Megalopsiquia (Μεγαλοψυχία), era a personificação da magnanimidade, a superioridade alcançada pela glória, pela virtude e pela nobreza. Companheira das Praxidices: Arete, a virtude, Homonoia, a unidade, e Calocagatia, a nobreza.
Melancolia (Μελαγχολία) era a personificação da ansiedade e da aflição, era uma das servas pessoais de Afrodite, junto de Anesiquia, a ansiedade, e Sineteia, os costumes.
Mete (Μέθη) era uma Ninfa bacante que personificava a embriaguez, companheira de Dioniso, esposa de Estafilos, o cacho de uvas, e com este mãe de Botris, fruta da uva. 
As Moiras (Μοίραι) três deusas que personificavam o destino, tanto dos deuses, quanto dos homens. Eram três mulheres lúgubres, vestidas com túnicas brancas, responsáveis por fabricar, tecer e cortar aquilo que seria o fio da vida de todos os indivíduos, podiam ser filhas de Nix, ou de Zeus e Têmis, ou ainda de Aeon e Ananque.
- Cloto (Κλωθώ) a fiandeira, segurava o fuso e tecia o fio da vida.
- Láquesis (Λάχεσις) a distribuidora, puxava e enrolava o fio tecido e media o seu comprimento.
- Átropos (Άτροπος) a inevitável, ela cortava o fio da vida.

Momo (Μώμος) era a personificação do sarcasmo, da zombaria, da crítica, e da ironia. Vivia no Olimpos, até ser expulso para a Terra, por causa de suas constantes zombarias com os deuses.
Moros (Μόρος) ou Oletros (Ὀλέθρος) era a personificação da sorte, do destino e da condenação iminente dos homens. junto com seus irmãos, as Moiras, as distribuidoras do destino, Quer, a fatalidade, as Queres, a morte violenta, e Tânato, a morte tranquila, eles formavam um grupo de divindades que presidiam sobre o destino, também poderia ser associado com Aeon, um deus primordial.
Neicos (Νεικός) ou as Neicea (Νείκεα) era a personificação do ódio, da raiva, das disputas, das rixas, das queixas, das discussões e das ofensas. Filhos de Éris.
Nêmesis (Νέμεσις) era uma daímon  ou uma deusa que personifica a distribuição equitativa da justiça, da ética e da moral, do castigo, da vingança e da fortuna. Castigava aos orgulhosos, os que não obedeciam aos deuses, aos filhos desobedientes a seus pais, vingava aos amantes infelizes.
Nice (Νίκη) era a personificação da vitória, filha de Palas e Estige, irmã de Zelos, disputa, Bia, violência, e Nice, vitória, faziam parte do cortejo de Zeus. Representada por uma mulher alada com uma coroa de louro na mão, capaz de correr e voar com grande velocidade, era a portadora da boa sorte.
Nomos (Νόμος) era a personificação da lei cívica, estabelecida pelo estado e pela sociedade, os direito e deveres, os bons costumes, matinha a ordem e a harmonia entre os homens e seu comportamento em sociedade. Com Eusebia, a piedade, e foi pai de Diceosine, a justiça natural, de Étos, a ética, de Nous, o pensamento, e de Sofia, a sabedoria. 
Nosoo (Νόσοως) ou os Nosos (Νόσοι) eram a personificação das doenças, que devastam a humanidade. É mencionada no mito da caixa de Pandora, na qual estava encerrada.
Nous (Νούς) era a personificação da inteligência, do pensamento e da razão, filho de Nomos, lei, e Eusebia, piedade, irmão de Diceosine, a justiça natural, de Étos, a ética, e de Sofia, a sabedoria. 
Oizus (Ὀιξύς) era a personificação da angústia, da miséria e da tristeza. Companheiro das Algea, as dores, de Limos, a fome, de Penia, a pobreza, de Ptoqueia, a mendicidade, de Amecania, a necessidade, e de Pentos, os lamentos.
Oniro (Ὄνειρος) ou os Oniros (Ὄνειροι) eram a personificação dos sonhos, geralmente eram mensageiros de Zeus aos homens, viviam em um palácio no reino dos mortos, e todas as noites atravessavam dois portais, um de chifres e um de marfim, geralmente era um filho de Nix, ou vários filhos de Hipnos e Pasiteia:
- Morfeu (Μορφεύς), a forma, que se destaca como chefe dos Oniros, é o responsável por produzir as imagens humanas nos sonhos e levar mensagens aos homens.
- Icelo (Ἴκελος), o semelhante, ou Fobetor (Φοβήτορ), o temido, que aparece nos sonhos com forma de serpente, pássaro ou qualquer outro animal.
- Fantaso (Φάντασος), a imagem, que apresenta imagens de terra, rochas, água e madeira.

Oporia (Ὀπωρία) era a personificação da prosperidade e da abundância agrícola, associada com a generosidade das ricas colheitas.
Paeon (Παιήων) era um deus da cura, sendo principalmente o médico dos deuses, que foi assimilado mais tarde pelo culto de Apolo e de Asclépio. 
Paregoros (Παρηγόρος) era a personificação do consolo, o conforto e as palavras suaves. Era uma companheira de Afrodite, assim como Peito, a persuasão, poderia ser filha de Hermes e Afrodite, ou de Oceano e Tétis.
Peitarquia (Πειθαρχία) era a personificação da obediência ao comando, uniu-se a Sóter, a proteção, e gerou Eupraxia, a boa conduta. 
Peito (Πειθώ) era a personificação da persuasão e as palavras sedutoras. Era uma companheira de Afrodite, assim como Paregoros, conforto, poderia ser filha de Hermes e Afrodite, ou de Oceano e Tétis. 
Penia (Πενία) era a personificação da pobreza, a necessidade, a dificuldade, a falta de meios, era odiada e marginalizada por todos os homens. Era companheira de Ptoqueia, a mendicidade, e Amecania, o desamparo, também poderia ser associada com Ananque, a necessidade, como uma deusa primordial. 
Pentos (Πένθος) era a personificação da dor, do luto, do sofrimento, da tristeza, do pesar e da lamentação, que traziam aos homens as lágrimas. Companheiro das Algea, as dores, de Limos, a fome, de Penia, a pobreza, de Ptoqueia, a mendicidade, de Amecania, a necessidade, e de Oizus, a miséria. 
Pistis (Πίστις) era a personificação da confiança, da honestidade e da boa fé.  
Plutos (Πλούτος) ou Eniatos (Ἐνιάτος) era a personificação da riqueza e da prosperidade. Antigamente era associado exclusivamente com a generosidade das ricas colheitas. Mais tarde, ele passou a representar a riqueza em termos mais gerais. Filho de Tique, a fortuna, ou de Deméter e Iasion. 
Poine (Ποινή) ou Poines (Ποιναί) eram a personificação da vingança, da punição, do castigo e da penalidade lançada aos homens culpados por homicídio. Estava relacionada com Praxidices, impõe a justiça, e com as Erínias, as vingadoras dos terríveis crimes contra os pais. 
Polemos (Πολέμος) a personificação da guerra e da batalha, tanto no campo de batalha quanto fora dele. Era mãe de Alala, o grito de guerra, companheira das Macas, as batalhas, Androctasias, os massacres, Hisminas, as disputas, e os Fonos, os assassinatos. 
Pompe (Πόμπη) era a personificação do cortejo religioso, principalmente, as procissões de fertilidade realizadas em honra de Dioniso.  
Ponos (Πόνος) era a personificação do trabalho pesado, do esforço necessário, e da fadiga, como o trabalho exigido aos agricultores com o intuito de sobreviver. Filho de Éris. 
Poros (Πόρος)  era a personificação da oportunidade, a conveniência, os meios para se conseguir algo e da utilidade, unido com Penia, a pobreza, foi pai de Eros. Poderia ser associado a Cairos ou Aeon, como um deus primordial. 
Potos (Πόθος)  era a personificação do anseio e da nostalgia provocadas pela paixão, de humor inconstante, filho de Zéfiro e Íris. Era considerado um dos Erotes, companheiros de Afrodite. 
Praxidice (Πραξιδίκη) era a personificação da justiça exata, impossível de escapar, vivia no mundo dos mortos junto com Poine, a punição, com Sóter, a salvação, teve três filhas: Arete, a virtude, e Homonoia, a unidade, Calocagatia, a nobreza, além de Ctésios, o lar. 
As Praxidices (Πραξιδίκαι) eram a personificação da justiça exata, impossível de escapar. Eram três filhas de Sóter, a proteção, e Praxidice, a justiça exata, e viviam no mundo dos mortos ao lado das Poines e Erínias. 
- Arete (Ἀρέτη), virtude, personificava a virtude, a excelência, a bondade e a coragem.
- Homonoia (Ὁμόνοια), unidade, personificava a concórdia, a conciliação, e a unidade de pensamento.
- Calocagatia (Καλοκαγαθία), nobreza, personificava a honra, a nobreza e a bondade.

Profasis (Πρόφασις) era a personificação da humildade e o perdão, que desculpa os males causados pelos homens, pela mentira, a falsidade e a difamação, fugiu para o céu junto de Aedos e Nêmesis quando o homem foi dominado por esses sentimentos.
Pseudos (Ψεύδος) ou as Pseudea (Ψεύδεα) eram a personificação das mentiras e das falsidades. Eram companheiras de Apate, o engano, de Ate, ruína, de Dolos, as artimanhas.
Ptoqueia (Πτωχεία) era a personificação da mendicidade, portanto, era odiada e marginalizada por todos os homens. Era companheira de Penia, a pobreza, e Amecania, o desamparo.
Quer (Κήρ), também chamada de Ananque, era a personificação do destino cruel, fatal e impossível de escapar; trazia a morte aos homens. Wmvoe considerada uma filha de Nix, , era considerada uma deusa primordial, como Ananque.
As Queres (Κήρες) eram a personificação da morte violenta, lideradas por Quer, a fatalidade, que junto de Moros, o destino, e das três Moiras, deusas do destino, formavam um grupo que presidia sobre o destino dos homens. Companheiras de Tânato, nas batalhas.
Sofia (Σοφία) era a personificação da sabedoria e o conhecimento, geralmente ligada a filosofia, aos grandes mestres do passado, as experiências da vida que surgem com o decorrer da idade, companheira de Geras, a velhice. Filha de Nomos, a lei, e Eusébia, a piedade.
Sóter (Σωτήρ) era a personificação da segurança, da proteção e do livramento do mal. Com Peitarquia, a obediência, e gerou Eupraxia, a boa conduta, depois com Praxidice, a exigir justiça, e gerou as Praxidices: Arete, a virtude, Homonoia, a concórdia, e Calocagatia, a nobreza, também foi pai de Ctesios, o lar.
Sofrosine (Σωφροσύνη) era a personificação da moderação, da discrição e do auto-controle.
Sineteia (Συνήθεια) era a personificação dos hábitos e dos costumes, especialmente aqueles relacionados as tradições do matrimônio, era uma das servas pessoais de Afrodite, junto de Anesiquia, a ansiedade, e Melancolia, a tristeza.
Tecmor (Τέκμωρ) era a personificação da meta, do objetivo e da finalidade. Poderia ser associada com Penia, a pobreza, assim como uma deusa primordial.
Tecne (Τέχνη) era a personificação da arte, da habilidade técnica e dos trabalhos manuais. Ela foi associada com os ferreiros e os artesãos. 
Telete (Τελέτη) era uma Ninfa bacante que personificava os ritos de iniciação e consagração das orgias báquicas. Ela era filha de Dioniso com a Ninfa Niceia, e acompanhava o cortejo de seu pai.
Tânato (Θάνατος) era a personificação da morte não violenta. Seu toque era suave, como o de seu irmão gêmeo Hipnos, o sono. Vivia em um palácio na Trácia ou junto de sua mãe e irmão em um palácio no reino do mortos.
Teoria (Θεωρία) era a personificação das festas, da alegria e da felicidade da lavoura, foi associada com a alegria proporcionada nos banquetes no Simpósio.
Trasos (Θράσος) era a personificação da imprudência, da audácia, da insolência e da ação excessiva. Era companheiro de Ate, a ruína, e Híbris, o orgulho. 
Zelos (Ζῆλος) era a personificação da rivalidade, filho de Palas e Estige, irmão de Cratos, poder, Bia, violência, e Nice, vitória, faziam parte do cortejo de Zeus.